# Zgrada Galerije Dešković u Bolu
Zgrada Galerije Dešković u mjestu Bolu, Loža 6 i 7, predstavlja zaštićeno kulturno dobro.

## Opis dobra
Barokna kamena dvokatnica s grbom obitelji Vusio je utvrđena palača usred bolske rive. Nad širokim ulazom u dvorište urezan je natpis iz 1694. Usred južnog pročelja je balkon s kamenom balustradom i suncem u reljefu, a vanjsko stubište vodi dio prvog kata. Duž istočnog pročelja je reprezentativna kamena balkonata s dvostrukim konzolama. Na začelju su ostaci konzola ugaone stražarnice. Palača je spaljena u Drugom svjetskom ratu i rekonstruirana 1958. Od 1978. u njoj djeluje galerija „Branko Dešković“.

## Zaštita
Pod oznakom Z-1863 zavedena je pod vrstom "nepokretno kulturno dobro - pojedinačno", pravna statusa zaštićena kulturnog dobra, klasificirano kao "stambene građevine".

## Vanjske poveznice
|  | Zajednički poslužitelj ima još gradiva o temi Zgrada Galerije Dešković u Bolu |